# Excellence Rhône
Die Excellence Rhône ist ein 2006 gebautes Flusskreuzfahrtschiff im Besitz der Swiss Excellence River Cruise GmbH. Sie verkehrt unter Schweizer Flagge auf der Rhône zwischen Lyon und dem Mündungsdelta in der Camargue. Nördlich von Lyon befährt sie die Saône bis Saint-Jean-de-Losne im Burgund.
Das Reisebüro Mittelthurgau ist exklusiv für den Vertrieb, das Marketing und die Produktion der Excellence-Flussreisen zuständig. Excellence und das Reisebüro Mittelthurgau gehören beide zur Twerenbold Service AG. Twerenbold-Reisebusse bringen die Excellence-Gäste von Einsteigeterminals in der Schweiz direkt zum Schiff und stehen während der Reise für Landausflüge bereit.

## Geschichte
Die Excellence Rhône wurde im Jahr 2006 fertiggestellt und mit der ENI-Nr. 07001833 ins Basler Schiffsregister eingetragen. Im April 2006 nahm sie als erstes Schiff der Swiss Excellence River Cruise den Betrieb auf.

## Ausstattung
Die Excellence Rhône verfügt über 71 Kabinen, die alle nach aussen ausgerichtet und 12 bis 16 m² gross sind. Zu den zwei 18 m² grossen Mini-Suiten gehören eigene Privatbalkone. Sämtliche Kabinen sind mit Dusche/WC, Sat-TV (Flachbildschirm), Minibar, Safe, Föhn, Haustelefon, individuell regulierbarer Klimaanlage, Heizung und Stromanschluss (220 V) ausgestattet. Zudem umfasst das Schiff ein grosszügiges Foyer mit Rezeption, ein Reiseleiter-Desk und ein Restaurant. Die Aussichtslounge am Bug ist mit einer Bar ausgestattet. Weiter wartet die Excellence Rhône mit einem Sonnendeck und einem windgeschützten, verglasten Wintergarten auf.